# Incidentes com OVNIs do USS Theodore Roosevelt

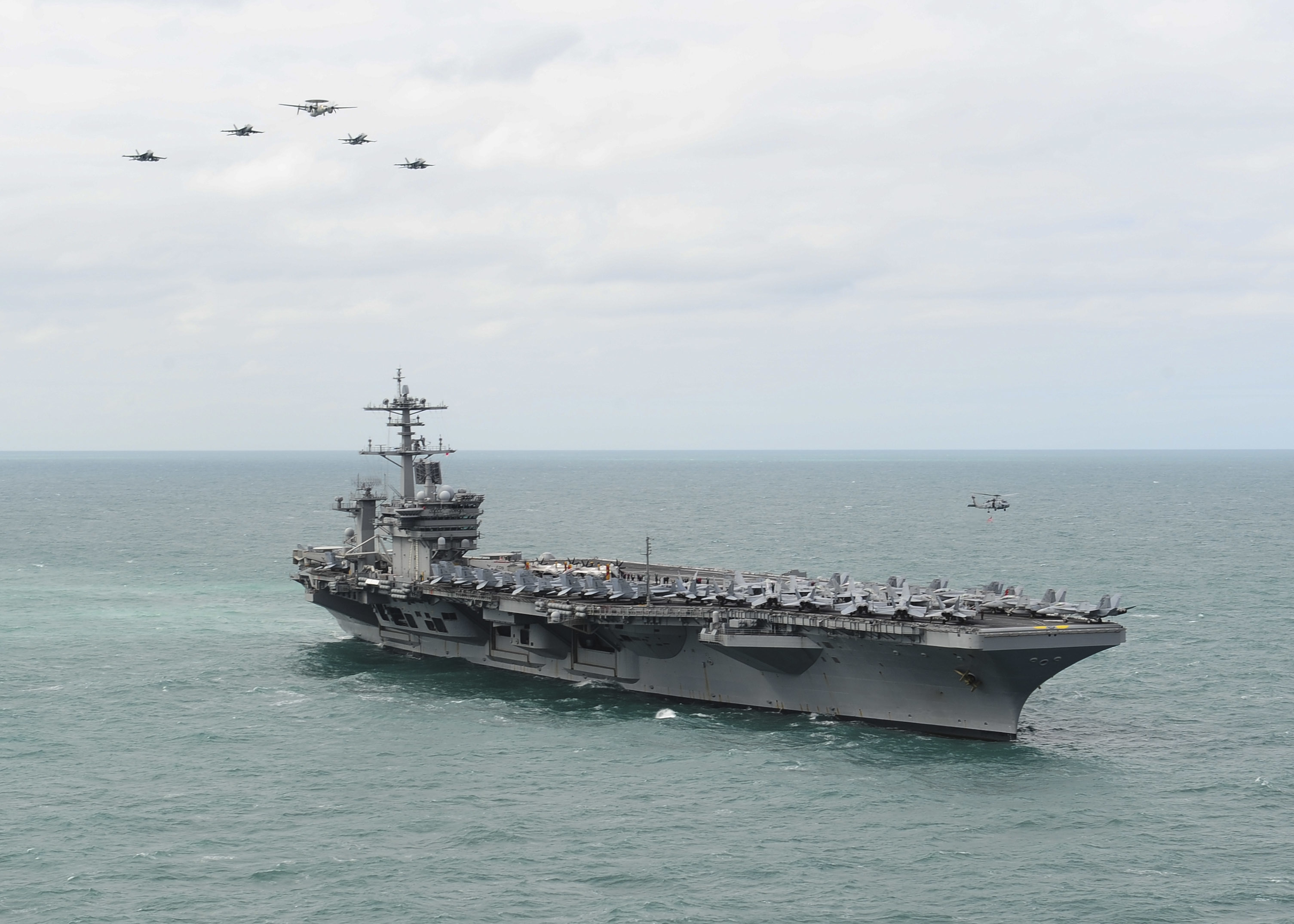

Os incidentes de OVNIs do USS Theodore Roosevelt foram uma série de encontros radiais visuais de objetos voadores não identificados (OVNIs) por pilotos de caça da Marinha dos Estados Unidos do grupo de ataque de porta-aviões USS  Theodore Roosevelt que ocorreu entre o verão de 2014 e março de 2015 ao longo da costa leste dos Estados Unidos. Vídeos dos incidentes foram inicialmente divulgados em 2017 por uma empresa chamada To the Stars e pelo ex-oficial de inteligência Luis Elizondo para lançar luz sobre um secreto Departamento de Defesa dos Estados Unidos em operação para analisar avistamentos de OVNIs relatados, o Programa Avançado de Identificação de Ameaças Aeroespaciais.
Em abril de 2020, as imagens foram desclassificadas e oficialmente divulgadas pelo Departamento de Defesa. O fenômeno aéreo observado nos vídeos é caracterizado como "não identificado" pelo Departamento de Defesa.